# Nigel Nicolson
Nigel Nicolson, OBE (19 de Janeiro de 1917 &mdash 23 de Setembro de 2004) foi um escritor, editor e político inglês. 
Nigel Nicolson, filho de Vita Sackville-West e de Harold Nicholson, ficou conhecido sobretudo pelo polémico e celebrado Retrato de um casamento (Portrait of a Marriage), escrito em 1973, em que relata as aventuras homossexuais extra-conjugais dos seus pais.